# Parc Saint-Nicolas de Warwick
Le Parc Saint-Nicolas de Warwick, communément appelé "St. Nick's", est un parc situé au centre de Warwick, en Angleterre. Bordant le parc au sud se trouve la rivière Avon.

## Histoire
La zone qui est maintenant le parc était autrefois une terre de pré, également appelée St. Nicholas Meadow, et était située à la limite sud de la ville. Le site a été acheté par Warwick Borough Council dans les années 1930 en réponse à la croissance de la ville avec l'aménagement de jardins à la française et pour enfants. Après la Seconde Guerre mondiale, le côté est de la prairie a été aménagé en terrain de sport. Il y avait aussi une piscine extérieure à usage public. Les cottage dans le parc près du brook (St John's Brook) étaient à cette époque un moulin à eau.

## Le parc actuel
La piscine extérieure a été remplacée par un centre de loisirs couvert. En plus de la piscine, il y a une salle de sport et des terrains astroturf extérieurs éclairés. Le coin des enfants dispose désormais de petits manèges équitables et d'un parcours de mini golf ainsi que d'une pataugeoire extérieure. Il y a une aire de jeux extérieure et les jardins à la française et les terrains de sport subsistent. Il y a une petite pagode dans les jardins à la française qui est un lieu de rencontre populaire pendant la journée pour les écoliers locaux. Un groupe Be Military Fit se réunit régulièrement dans le parc et il y a une hutte lors du Scoutisme marin dans le parc. Les "Friends of St Nicholas Park" sont un groupe de personnes qui s'intéressent au parc et cherchent à l'améliorer et à l'entretenir. Le parc actuel a une superficie d'environ 40 acres. En 2017/18, le centre de loisirs a fait l'objet d'une refonte majeure et, le 21 avril 2018, a été officiellement rouvert par l'ancien athlète gallois Colin Jackson. Pub In The Park, un week-end de gastropub nourriture et musique a lieu chaque année. Organisé par Tom Kerridge, le week-end attire des chefs de haut niveau qui donnent des expositions ainsi que des numéros musicaux tels que McFly, All Saints, Sophie Ellis-Bextor et Razorlight.
Au-dessus de la rivière se trouve une zone d'herbe ouverte appelée "Myton Fields" qui est utilisée à la fois comme un parking de débordement pour St Nicholas et un parc à part entière. Il y a aussi les "Kingfisher Pools" où la pêche et la pêche à la ligne peuvent avoir lieu.
Un tour du chemin goudronné autour du parc est d'environ 1555 mètres. Le parc sera utilisé pour le départ et l'arrivée des courses cyclisme sur route pendant les Jeux du Commonwealth de 2022.